# 楽心館合氣道
楽心館合氣道（らくしんかんあいきどう）は、合気道開祖・植芝盛平の高弟であった藤平光一の内弟子であった石川智広が、1993年（平成５年）に創始した合気道の会派。

一般社団法人 氣と丹田の合氣道会　楽心館が主宰。現在の代表は石川智広である。2025年5月代表を平康之（たいらやすゆき）へ引き継ぐことが決まっている。

## 概説
元々は心身統一合氣道会の道場であったが嫡男の誕生を機に心身統一合気道会を辞職、その後、石川智広が大東流山本角義派⇒浅山一伝流体術、小野派一刀流剣術中西派五行之型・直心影流法定型合氣の淵源を遡って稽古していくことで心身統一合気道の名残はなくなり、古流柔術の理合いを用いた合氣の武道教授をしている。合氣について説明する際には、指導者や技法のカリスマ性・神秘性を排し、内弟子を持たず自ら白帯の門弟とも組み稽古を行う稽古法を取っている。
2024年東京都/千葉/茨城/カナダで全22か所道場を有しており、合気会/養神館などのその他大きな合気道団体に属しておらず、日本の合気道会派の１つとして確立されている。また大東流合気柔術 山本角義派　会津伝小野派一刀流 無限神刀流の稽古も楽心館道場にて行われている。

## 楽心館の合氣
基本は中学生でも理解できる物理の話―振り子運動・定滑車運動・第二梃子の理―を使い、正中線・丹田力・氣力を解説している。
楽心館の「氣と丹田の合氣道」は何事もない動作で相手を崩せる心身の養成による「不動不争の合氣」の会得としている。武術的な自然体は、日本刀の様に剛柔二重構造であるとし、伝統的な型稽古を重視している。楽心館の稽古では、守「鋳型的基本稽古」・破「剣体一致の身体主導稽古」・離「氣剣体一致の心氣主導の稽古」と段階的にレベルアップすることであり、それらに反する演武競技や試合稽古は一切行ってない。
合氣的な技法の修錬では、剣術あり古流柔術の型を前提としているため、既存の合氣道愛好家からは型破りとされており、理解されない層が一定数いる。飛び受け身や号令稽古など一般的な合気道の稽古ではなく、実際に本気で抑えれた状態から合氣道の技で相手を崩すための技術を学ぶことができるのが特徴である。

## 著作
- 動画で正しくわかる!小学生の合気道上達のポイント (ISBN 9784780427554)
- やさしい合氣（2025年　創刊予定）

## 関連人物
- 山本角義
- 長尾全祐
- 佐藤金兵衛
- 平岡祥淑
- 藤平光一